# Christus, der ist mein Leben, BWV 95
Christus, der ist mein Leben (BWV 95) ist eine Kirchen-Kantate von Johann Sebastian Bach. Er komponierte sie 1723 in Leipzig für den 16. Sonntag nach Trinitatis und führte sie am 12. September 1723 erstmals auf.

## Geschichte und Worte
Bach komponierte die Kantate 1723 in seinem ersten Amtsjahr in Leipzig für den 16. Sonntag nach Trinitatis. Die vorgeschriebenen Lesungen für den Sonntag waren Eph 3,13–21 , „Paulus betet für die Stärkung des Glaubens der Gemeinde in Ephesus“, und Lk 7,11–17 , die Erweckung des Jünglings von Nain. Zu Bachs Zeit verwies das Evangelium auf die Erweckung der Toten allgemein, verbunden mit einer Sehnsucht nach dem Tod. Wie bereits Salomon Franck in seinem Text für die Kantate Komm, du süße Todesstunde, komponiert 1715 in Weimar, formuliert der unbekannte Textdichter das Verlangen, zu sterben, um wie der Jüngling erweckt zu werden. Er bezieht dabei vier unterschiedliche Trauer-Choräle ein. Zwei Choralstrophen sind bereits in den Eingangssatz integriert, Christus, der ist mein Leben (Jena 1609) und Martin Luthers Mit Fried und Freud ich fahr dahin (1524), seine Umdichtung des Nunc dimittis. Satz 3 ist Valerius Herbergers Valet will ich dir geben, und der Schlusschoral ist die vierte Strophe von Nikolaus Hermans Wenn mein Stündlein vorhanden ist.

## Besetzung und Aufbau
Die Kantate ist besetzt mit drei Solisten, Sopran, Tenor und Bass, vierstimmigem Chor, Horn, zwei Oboe d’amore, zwei Violinen, Viola und Basso continuo.
1. Chorale e recitativo (Tenor): Christus, der ist mein Leben / Mit Freuden, ja mit Herzenslust / Mit Fried und Freud ich fahr dahin
2. Recitativo (Sopran): Nun, falsche Welt
3. Chorale (Sopran): Valet will ich dir geben
4. Recitativo (Tenor): Ach könnte mir doch bald so wohl geschehn.
5. Aria (Tenor): Ach, schlage doch bald, selge Stunde
6. Recitativo (Bass): Denn ich weiß dies
7. Chorale: Weil du vom Tod erstanden bist

## Musik
Während Bach in der Kantate für den voraufgehenden Sonntag, Warum betrübst du dich, mein Herz, drei Strophen eines Chorals einsetzte, bezieht er in diese Kantate sogar vier Strophen aus vier unterschiedlichen Chorälen ein. Zwei Choralstrophen, die durch Rezitativ verbunden werden, enthält bereits der Eingangssatz. Der erste Choral auf eine Melodie von Melchior Vulpius ist eingebettet in ein Concerto von Oboen und Streichern in synkopischen Motiven voller Terz- und Sext-Parallelen. Die Melodie liegt im Sopran, verstärkt vom Horn. Die Zeile „Sterben ist mein Gewinn“ wird in verlangsamtem Tempo vorgetragen, in einer Tradition, die bereits Johann Hermann Schein befolgte. Das verbindende Rezitativ wechselt zwischen secco und accompagnato, wobei die gleichen Begleitmotive erscheinen wie zum Choral. Der zweite Choral auf Luthers Melodie wird durch eine unabhängige Violinstimme aufgehellt. Das Horn bereitet den vokalen Einsatz jeder Zeile vor.
Ein Secco-Rezitativ führt zum dritten Choral, den der Sopran allein wie eine Arie singt. Die erste Zeile wird nur vom Continuo begleitet, die weiteren von den Oboen, die unisono eine obligate Melodie spielen. Die einzige Arie der Kantate wird von den Oboen dominiert, grundiert vom Pizzicato der Streicher, das Totenglocken symbolisiert. Den Schlusschoral im vierstimmigen Vokalsatz überstrahlt eine fünfte hohe Violinstimme.

## Einspielungen
LP / CD
- Bach Made in Germany Vol. 1 – Cantatas VIII. Günther Ramin, Thomanerchor, Gewandhausorchester, Solist des Thomanerchors, Gert Lutze, Hans Hauptmann. Eterna, 1952.
- Die Bach Kantate Vol. 50. Helmuth Rilling, Gächinger Kantorei, Bach-Collegium Stuttgart, Arleen Augér, Adalbert Kraus, Walter Heldwein. Hänssler, 1978.
- J. S. Bach: Das Kantatenwerk – Sacred Cantatas Vol. 5. Nikolaus Harnoncourt, Tölzer Knabenchor,  Concentus Musicus Wien, Solist des Tölzer Knabenchors, Kurt Equiluz, Philippe Huttenlocher. Teldec 1979.
- J. S. Bach: Complete Cantatas Vol. 7. Ton Koopman, Amsterdam Baroque Orchestra & Choir, Lisa Larsson, Gerd Türk, Klaus Mertens. Antoine Marchand, 1997.
- J. S. Bach: Cantatas Vol. 11 – Cantatas from Leipzig 1723. Masaaki Suzuki, Bach Collegium Japan, Midori Suzuki, Makoto Sakurada, Peter Kooy. BIS, 1998.
- Bach Cantatas Vol. 8: Bremen / Santiago / For the 15th Sunday after Trinity / For the 16th Sunday after Trinity. John Eliot Gardiner, Monteverdi Choir, English Baroque Soloists, Katharine Fuge, Mark Padmore, Thomas Guthrie. Soli Deo Gloria, 2000.

DVD
- Christus, der ist mein Leben. Kantate BWV 95. Rudolf Lutz, Chor und Orchester der J. S. Bach-Stiftung, Julia Sophie Wagner (Sopran), Charles Daniels (Tenor), Matthias Helm (Bass). Samt Einführungsworkshop sowie Reflexion von Gian Domenico Borasio. Gallus Media, 2016.[12]